# HD 210461
HD 210461，又名BD+13 4861，SAO 107707、HR 8456，是一颗恒星，视星等为6.33，位于銀經74.85，銀緯-32.81，其B1900.0坐标为赤經22h 5m 30.6s，赤緯+14° -32.81′ 20″。